# Републикански път III-5101
Републикански път IIІ-5101 е третокласен път, част от Републиканската пътна мрежа на България, преминаващ изцяло по територията на Русенска област. Дължината му е 7,1 km.
Пътят се отклонява наляво при 8,6 km на Републикански път II-51 южно от село Пет кладенци, минава през западната и северозападната част на селото и се насочва на север през най-западната част на Източната Дунавска равнина. След като премине през центъра на град Борово северозападно от него се свързва с Републикански път I-5 при неговия 44,9 km.
| Пътища, отклоняващи се надясно (населено място, № на пътя, посока на пътя) | km  | Пътища, отклоняващи се наляво (посока на пътя, № на пътя, населено място) |
| -------------------------------------------------------------------------- | --- | ------------------------------------------------------------------------- |
| Община Бяла, II-51, 8,6 km ←                                               | 0,0 | ← 8,6 km, II-51, Община Бяла                                              |
| с. Пет кладенци                                                            | 1,8 | с. Пет кладенци                                                           |
| Община Борово                                                              | 2,4 | Община Борово                                                             |
| (за селата Баниска и Бъзовец) общински път ←                               | 4,8 |                                                                           |
| (от гр. Русе) III-501, 43,9 km, гр. Борово →                               | 5,8 | → гр. Борово, 43,9 km, III-501 (до гр. Бяла)                              |
| (от гр. Русе) I-5, 44,9 km →                                               | 7,1 | → 44,9 km, I-5 (до ГКПП Маказа - Нимфея)                                  |